# Liste der Bischöfe von Sigüenza
Die folgenden Personen waren Bischöfe von Sigüenza (Spanien):
- Protogenes (589–610?)
- Ildisclo oder Hildiscolo (um 633)
- Widerico (647–656?)
- Egica (675–679?)
- Ella (681–684?)
- Gunderico (683–693? oder um 704?)
- Sisemundo (um 840)
- Bernardo de Agén (1121–1152)
- Pedro I. de Leucata (1152–1156)
- Cerebruno (1156–1166)
- Joscelmo, Joscelino oder Goscelmo Adelida (1168–1178)
- Arderico (1178–1184)
- Gonzalo I. (1184)
- San Martín de Finojosa (1186–1192)
- Rodrigo (1192–1221)
- Lope (1221–1237)
- Fernando (1239–1250)
- Pedro II. (1251–1259)
- Andrés (1262–1268)
- Lope Díaz de Haro (1269–1271)
- Martín Gómez (1275–1277)
- Gonzalo II. (1286)
- García Martínez (1288)
- Simón Girón de Cisneros (1301–1326)
- Arnaldo (1326–1328)
- Alonso Pérez de Zamora (1329–1340)
- Blasco Dávila (1340–1341)
- Pedro III. (1341–1342)
- Gonzalo de Aguilar (1342)
- Pedro Gómez Barroso (1348–1358)
- Juan Lucronio (1358–1361)
- Juan, Abad de Salas (1361–1375)
- Juan García Manrique (1375–1381)
- Juan de Castromocho (1381–1382)
- Lope Rodrigo de Villalobos (1382–1386)
- Juan de Serrano (1389–1402)
- Juan de Illescas (1403–1415)
- Juan González Grajal (1415–1416)
- Alonso de Argüello (1417–1419)
- Pedro de Fonseca (1419–1422)
- Alfonso Carrillo de Albornoz (1422–1434)
- Alfonso Carrillo de Acuña (1436–1446)
- Gonzalo de Santa María (1446–1448)
- Fernando de Luján (1449–1465)
- Juan de Mella (1465–1467)
- Pedro González de Mendoza (1467–1495)
- Bernardino López de Carvajal y Sande (1495–1519)
- Fadrique de Portugal Noreña, OSB (1519–1532) (auch Erzbischof von Saragossa)
- García Loaysa, OP (1532–1539) (auch Erzbischof von Sevilla)
- Fernando de Valdés y Salas (1539–1546) (auch Erzbischof von Sevilla)
- Fernando Niño de Guevara (1546–1552)
- Pedro Pacheco Ladrón de Guevara (1554–1557) (auch Bischof von Albano)
- Francisco Manrique de Lara (1560–1561) (Haus Manrique de Lara)
- Pedro de la Gasca (1561–1567)
- Diego Espinosa Arévalo (1568–1572)
- Juan Manuel de la Cerda (1574–1579)
- Lorenzo Figueroa Córdoba, OP (1579–1605)
- Mateo Burgos Moraleja, OFM (1606–1611)
- Antonio Benegas Figueroa (1610–1614)
- Sancho Dávila Toledo (1615–1622) (auch Bischof von Plasencia)
- Francisco López de Mendoza (1622–1623)
- Pedro González de Mendoza, OFM (1623–1639)
- Fernando de Andrade y Sotomayor (1640–1645)
- Pedro Tapia, OP (1645–1649) (auch Bischof von Córdoba)
- Bartolomé Santos de Risoba (1649–1657)
- Antonio Sarmiento de Luna y Enríquez (1657–1661)
- Andrés Bravo de Salamanca (1662–1668)
- Frutos Bernardo Patón de Ayala (1669–1671)
- Pedro Godoy (1672–1677)
- Tomás Carbonell (1677–1692)
- Juan Grande Santos de San Pedro (1692–1697)
- Francisco Alvarez de Quiñones (1698–1710)
- Francisco Rodríguez Mendarozqueta y Zárate (1714–1722)
- Juan Herrera (1722–1726)
- José García Fernández, OFM (1726–1749)
- Francisco Díaz Santos y Bullón (1750–1761) (auch Erzbischof von Burgos)
- José Patricio de la Cuesta Velarde (1761–1768)
- Francisco Javier Delgado Benegas (1768–1776) (auch Erzbischof von Sevilla)
- Juan Díaz de La Guerra (1777–1800)
- Pedro Inocencio Bejarano (1801–1818)
- Manuel Fraile García (1819–1837)
- Joaquín Fernández Cortina (1847–1854)
- Francisco de Paula Benavides y Navarrete, O.S. (1857–1875) (auch Patriarch von Westindien)
- Manuel Gómez-Salazar y Lucio-Villegas (1875–1879) (auch Bischof von Málaga)
- Antonio Ochoa y Arenas (1879–1896)
- José María Caparrós y López (1896–1897)
- Toribio Minguella y Arnedo, O.A.R. (1898–1916)
- Eustaquio Nieto y Martín (1916–1936)
- Luigi Alonso Muñoyerro (1944–1950) (auch Militärbischof)
- Pablo Gúrpide Beope (1951–1955) (auch Bischof von Bilbao)
- Lorenzo Bereciartúa y Balerdi (1955–1963) (auch Bischof von San Sebastián)
- Laureano Castán Lacoma (1964–1980)
- Jesús Pla Gandía (1981–1991)
- José Sánchez González (1991–2011)
- Atilano Rodríguez Martínez (2011–2023)
- Julián Ruiz Martorell (seit 2023)